# Le Jeune Saint Jean-Baptiste au bélier
Le Jeune Saint Jean-Baptiste au bélier (en italien : San Giovanni Battista (Giovane con un montone)) est un tableau de Caravage peint vers 1602 et conservé à la pinacothèque capitoline des musées du Capitole de Rome. Un second exemplaire est présent dans les collections de la galerie Doria-Pamphilj. C'est l'une des sept versions du peintre sur ce thème, dont certaines sont toutefois contestées quant à leur attribution.

## Historique
L'œuvre est peinte, avec le Souper à Emmaüs, pour le Romain Ciriaco Mattei, et comme beaucoup de créations de Caravage, fait partie ensuite des collections du cardinal Francesco Maria del Monte. Après la vente de celles-ci en 1628, le tableau échoit au cardinal Pio, puis au pape Benoît XIV et enfin aux musées du Capitole, jusqu'à ce que sa trace se perde au début du XXe siècle. Il est enfin retrouvé dans le bureau du maire de Rome dans les années 1950, et replacé au musée.
En 1601-1602, Caravage vit et travaille dans le palais de la famille Mattei. Les commandes de riches clients privés abondent, à la suite du succès de l'exposition du Martyre de saint Matthieu et de la Vocation de saint Matthieu dans la chapelle Contarelli en 1600. Il s'agit de l'une des périodes les plus productives de sa carrière. Les carnets de Ciriaco Mattei indiquent deux paiements faits à Caravage en juillet et décembre de cette même année, correspondant au début et à la fin du travail sur le Jean-Baptiste original. Le paiement se limite à 85 scudi, dans la mesure où le tableau ne présente qu'un seul personnage. La copie authentifiée est réalisée en même temps ou rapidement après. En juillet de la même année, Caravage reçoit 150 scudi pour le Souper à Emmaüs. Il peint également l'Incrédulité de saint Thomas pour Vincenzo Giustiniani, et en janvier 1603 Ciriaco Mattei lui verse 125 scudi pour la L'Arrestation du Christ. Chacun de ces tableaux accroît le renom de Caravage auprès des collectionneurs : vingt copies du Souper d'Emmaüs sont encore identifiées aujourd'hui, et davantage encore de la Capture du Christ.
En dépit de ces succès, ni l'Église ni aucun ordre religieux ne lui passe encore la moindre commande. Les tableaux de la chapelle Contarelli avaient été commandées par des clients privés, même si les prêtres de Saint-Louis-des-Français avaient donné leur accord. La difficulté pour Caravage réside dans l'extrême conservatisme de l'Église en ces temps de Contre-Réforme : la mise en place d'un Index des images interdites est envisagée, et des cardinaux de haut rang font publier des libelles indiquant aux artistes, mais aussi aux prêtres qui pourraient passer commande ou approuver des œuvres d'art, ce qui est acceptable ou non. Dans ce contexte, le crypto-paganisme de ce Jean-Baptiste qui renvoie à l'humanisme de Michel-Ange et à la Haute Renaissance n'est certainement pas jugé acceptable.

## Description

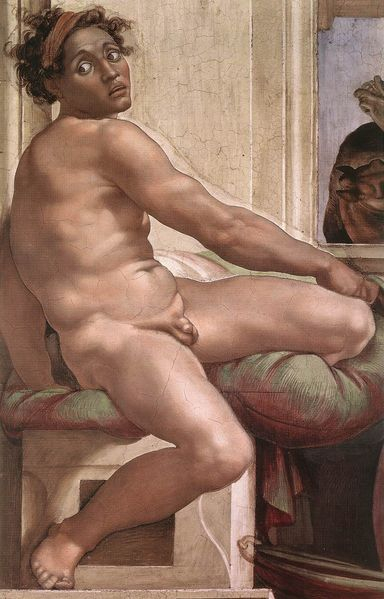
L'un des Ignudi de Michel-Ange sur le plafond de la Chapelle Sixtine à Rome.

La pose est inspirée directement de celle des Ignudi de la chapelle Sixtine réalisés par Michel-Ange, en particulier de la Sibylle d'Érythrée. Caravage remplace la pose d'athlète par celle d'un garçon populaire des faubourgs de Rome : Jean est ainsi représenté en très jeune homme, à-demi allongé, le bras autour du cou d'un bélier et la tête tournée vers le spectateur, arborant un sourire malicieux.

## Analyse
Cette œuvre est typique de l'art novateur du Caravage « entre le sacré et le profane » (tra il devoto, e profano dit un cardinal à son propos) puisque son Jean-Baptiste est dépourvu de ses attributs habituels : croix, banderole, agneau. Il est toutefois représenté en pleine nature et avec un manteau rouge, deux éléments des attributs de la représentation de Jean-Baptiste. Si ceux-ci sont moins immédiatement identifiables à ce saint, ils se retrouvent cependant dans plusieurs de ses autres tableaux consacrés à ce thème.

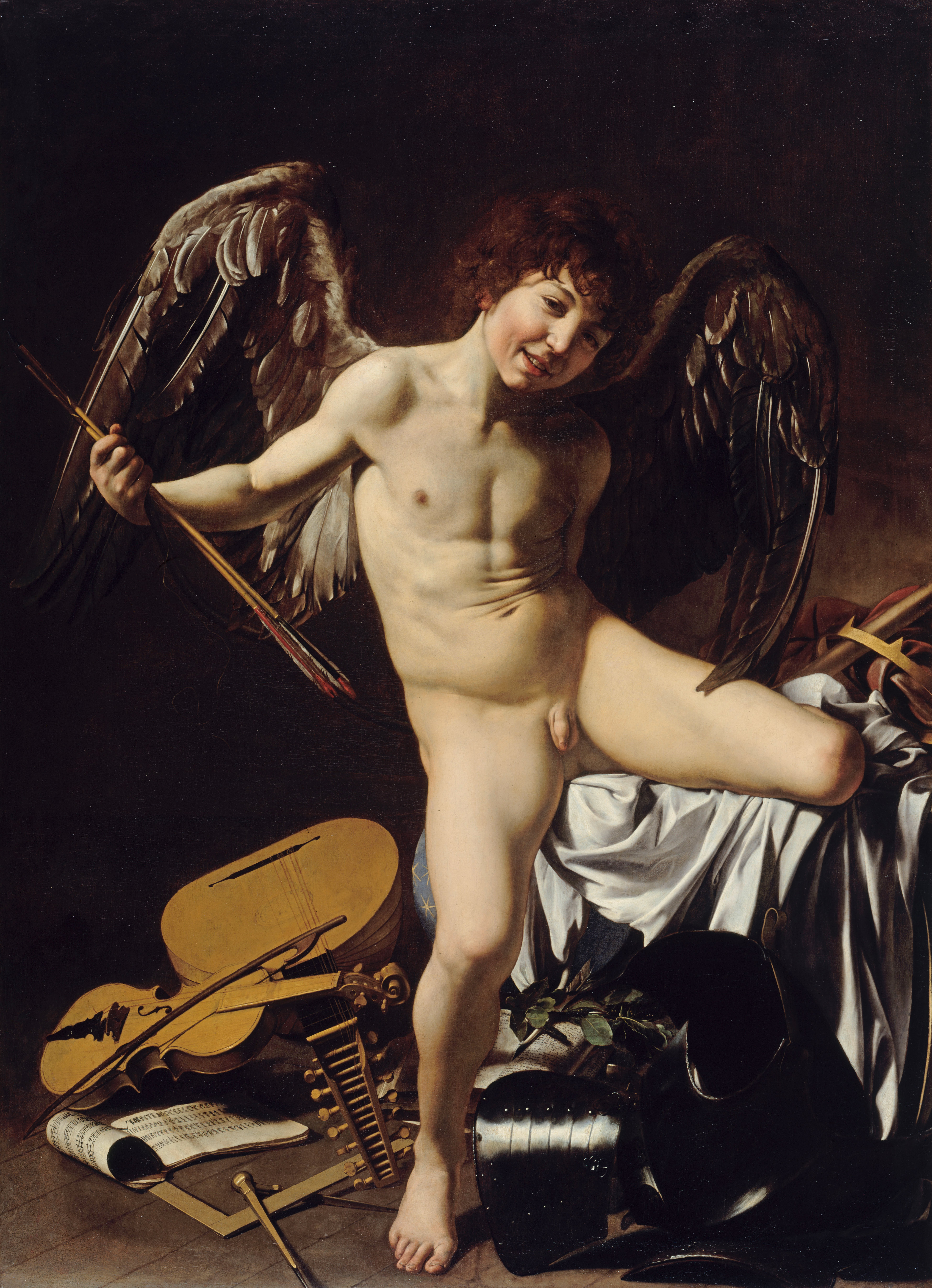
L'Amour victorieux, Le Caravage, vers 1602. Gemäldegalerie, Berlin.

Le modèle utilisé pour L'Amour victorieux, réalisé à la même époque, est un garçon nommé Cecco, serviteur de Caravage, et peut-être aussi son élève. Il pourrait s'agir de la même personne qu'un artiste peintre connu à Rome un peu plus tard (vers 1610-1625) sous le nom de Cecco del Caravaggio et qui peint dans un style très proche de celui de Caravage. Une caractéristique frappante de L'Amour réside dans l'évident plaisir du modèle à prendre la pose, ce qui pousse à voir ce tableau comme un portrait personnel de Cecco plutôt que comme une illustration d'un demi-dieu du panthéon romain. De la même façon, dans le saint Jean-Baptiste au bélier de la collection Mattei, le traitement du modèle dépasse celui du sujet. Il n'y a presque rien pour signifier l'identité du prophète du désert : ni croix, ni ceinture de cuir ; seul un morceau de peau de chameau se distingue parmi les amples plis du manteau rouge. Le bélier lui-même est loin de constituer un symbole canonique : l'animal accompagnant Jean-Baptiste est en principe un agneau symbolisant le Christ « agneau de Dieu » venu pour la rémission des péchés du monde. Un bélier, en revanche, peut tout aussi bien évoquer le stupre que le sacrifice, tout comme le jeune homme nu et souriant. Hilaire y voit toutefois une référence au Christ (symbole de la croix de Jésus dans l'iconographie chrétienne)
Le Jean-Baptiste de Mattei connaît un grand succès : onze copies sont recensées, dont une que les spécialistes s'accordent à attribuer à Caravage lui-même, et qui est exposée à la galerie Doria-Pamphilj de Rome. Il est probable que les commanditaires des copies aient eu conscience d'une autre ambiguïté que représente la pose du modèle, visiblement reprise de celle d'un des célèbres Ignudi de Michel-Ange peints sur le plafond de la Chapelle Sixtine entre 1508 et 1512. Le rôle de ces immenses nus masculins dans la représentation du monde d'avant l'énoncé des Dix Commandements est sujet à débat : certains y voient des anges, d'autres une représentation de l'idéal néo-platonicien de la beauté humaine ; mais que Caravage fasse poser son jeune assistant dans la même posture que ces nobles témoins de la Création devait représenter une forme d'ironie sous-jacente pleinement accessible aux connaisseurs. Friedlander, cité par A. Moir, y voit pour sa part du « persiflage » à destination de Michel-Ange.